# 抒情的断章
『抒情的断章』（じょじょうてきだんしょう、英語: Lyric Movement）H.191 は、グスターヴ・ホルストが1933年に作曲したヴィオラと小管弦楽のための協奏的作品。約10分ほどの短い作品であり、ホルスト最晩年の作品のひとつ。初演は1934年にライオネル・ターティスの独奏、エイドリアン・ボールトの指揮、BBC交響楽団によって行われた。早くに本作を手掛けた奏者たちは曲が禁欲的過ぎて趣味に合わないと感じたが、時代が下るとこの作品はホルストの後期作品でも屈指の成功作と考えられるようになっていった。

## 作曲と初演
1932年、ホルストは十二指腸潰瘍に伴う出血性胃炎に見舞われ、これに関連する不調は彼が没するまで散発的に続いていくことになる。痛みと衰えに苛まれながらも、彼は1933年にヴィオラ奏者のライオネル・ターティスのために曲を書くというかねてからの構想に手を付けることにした。ホルストはターティスを存命の器楽奏者の最高峰に位置付けていたのである。曲は1934年に完成され、同年のはじめにホルストのもとを数度訪れたターティスは作品の解釈の詳細について協議を行った。初演はBBCのスタジオにおいてターティスの独奏、エイドリアン・ボールト指揮、BBC交響楽団によって行われた。これはロンドンから放送され、ホルストも病室の中へボールトが設営したラジオからこの演奏を聴くことができた。ターティスの演奏が完璧だったと考えたホルストは彼に祝意を表し、ホルストの娘のイモージェンも年月を経てこの評価に同意している。

## 楽器編成
ヴィオラ独奏、フルート、オーボエ、クラリネット（B♭）、ファゴット、弦五部。
イモージェン・ホルストによるヴィオラとピアノのための編曲も存在する。

## 評価
1949年にバーナード・ショアが回想したところでは、最初の奏者たちは本作を「むき出しの、無機質な音楽で、ひどくよそよそしい」と感じたというが、彼は曲がそれ以後「ヴィオラ奏者への大切な贈り物と評価」されるようになったと言い切っている。イモージェン・ホルストは本作が父の作品中でも有数の傑作と書いており、この作品が地位を回復し続けているのは一部に彼女の支持によるところもある。彼女は本作に熱情、寛ぎ、激情、自発性を見出しており、それらによって彼の過去の音楽が思い起こされるとしている。以降、本作はホルストの後期作品でも有数の知名度を誇るまでとなった。
現代の評論家の中では、コリン・マシューズは本作の「誠実さと情感の深さ - 彼自身が語る『優しい質素さ』 - は必ず印象を残していく」と考えており、一方のマイケル・ショートは曲が思慮深く、よく纏まっておりながらもラプソディックな作品であり、自由で寛いだ抒情性を示すと同時に、先の10年のホルスト作品の多くで明らかだったマンネリズムを回避している、と記している。他の評論家たちは「ホルストは驚くべき雄弁さを実現した（中略）彼が全人生をかけて探し求めてきた権威である」、また「ホルストの後期作品の中でも指折りの美しい作品」であると評価している。本作を「憂鬱ながらも控えめな（中略）傑作」としたスティーヴン・バーバーは、「今や誰もこのスタイルが特に禁欲的であるとは思うまい」とも考えていた。しかし、実のところレスリー・ライトは本作を「かなり禁欲的」であると述べており、ロブ・バーネットは曲の「氷のような愛撫」について記している。

## 出版
本作の総譜は1948年にオックスフォード大学出版局から出版されており、イモージェン・ホルストによるヴィオラとピアノのための版が1971年に、そして改訂版の総譜が1986年に刊行されている。イモージェン・ホルストとコリン・マシューズによる、ホルストの総譜原本のファクシミリ版は1977年にフェイバー・ミュージックから出版された。